# Locomotivas ALCO
A seguir serão listadas as locomotivas diesel-elétricas produzidas pela American Locomotive Company, ou por outras empresas, que rodaram ou ainda rodam no Brasil e em Portugal.

## Brasil

### Diesel-Elétrica

#### Industrial ou manobreira
| MODELO | ANO DE PRODUÇÃO | FABRICANTE | TOTAL | RODAGEM | ESPECIFICAÇÃO | POTÊNCIA | IMAGEM |
| ------ | --------------- | ---------- | ----- | ------- | ------------- | -------- | ------ |
| S-1    | 1946            | ALCO Sch.  | 6     | B-B     | E1530         | 660 hp   |        |

#### Série "RS" - Road Switcher
| MODELO | ANO DE PRODUÇÃO | FABRICANTE | TOTAL | RODAGEM | ESPECIFICAÇÃO | POTÊNCIA | IMAGEM |
| ------ | --------------- | ---------- | ----- | ------- | ------------- | -------- | ------ |
| RS-1   | 1945-56         | ALCO Sch.  | 46    | B-B     | E1641         | 1000 hp  |        |
| RS-3   | 1952-53         | ALCO Sch.  | 48    | B-B     | E1662         | 1600 hp  |        |
| RS-8   | 1959            | ALCO Sch.  | 20    | B-B     | DL-531        | 1050 hp  |        |
| RSC-1  | 1946            | ALCO Sch.  | 4     | A1A-A1A | E1647         | 1000 hp  |        |
| RSC-3  | 1951            | ALCO Sch.  | 12    | A1A-A1A | E1662         | 1600 hp  |        |
| RSD-8  | 1958-59         | ALCO Sch.  | 57    | C-C     | DL-531        | 1050 hp  |        |
| RSD-12 | 1962            | ALCO Sch.  | 12    | C-C     | DL-702        | 1800 hp  |        |
| MX620  | 1980/82         | EMAQ/CAF   | 74    | C-C     |               | 2200hp   |        |

#### Série Cab Units
| MODELO | ANO DE PRODUÇÃO | FABRICANTE | TOTAL | RODAGEM | ESPECIFICAÇÃO | POTÊNCIA | IMAGEM |
| ------ | --------------- | ---------- | ----- | ------- | ------------- | -------- | ------ |
| FA-1   | 1948            | ALCO Sch.  | 12    | B-B     | DL212         | 1500 hp  |        |
| PA-2   | 1953            | ALCO Sch.  | 3     | A1A-A1A | DL-304D       | 2000 hp  |        |

#### Outros Modelos
| MODELO         | ANO DE PRODUÇÃO | FABRICANTE | TOTAL | RODAGEM | ESPECIFICAÇÃO | POTÊNCIA | IMAGEM |
| -------------- | --------------- | ---------- | ----- | ------- | ------------- | -------- | ------ |
| GE 244 ou 110T | 1954            | GE         | 44    | C-C     |               | hp       |        |

### Locomotivas Elétricas
| MODELO           | ANO DE PRODUÇÃO | FABRICANTE | TOTAL | RODAGEM | POTÊNCIA | IMAGEM |
| ---------------- | --------------- | ---------- | ----- | ------- | -------- | ------ |
| GE 2-B+B-2       | 1921            | GE-ALCO    | 4     | 2-B+B-2 | 1450 hp  |        |
| GE B-B           | 1921            | GE-ALCO    | 8     | B-B     | 1450 hp  |        |
| GE B-B Baratinha | 1924            | GE-ALCO    | 9     | B-B     | 460 hp   |        |
| GE 1-C+C-1       | 1928-29         | GE-ALCO    | 9     | 1-C+C-1 | 2170 hp  |        |

## Portugal

### Série "RS" - Road Switcher
| MODELO               | ANO DE PRODUÇÃO | FABRICANTE | TOTAL | RODAGEM | ESPECIFICAÇÃO | POTÊNCIA | IMAGEM |
| -------------------- | --------------- | ---------- | ----- | ------- | ------------- | -------- | ------ |
| RSC-2 ou Série 1500  | 1948            | ALCo Sch.  | 12    | A1A-A1A |               | 1500 hp  |        |
| Série 1520           | 1951            | ALCo Sch.  | 5     | A1A-A1A | E1662         | 1600 hp  |        |
| MX620 ou Série 1550  | 1973            | MLW        | 20    | C-C     |               | 1676 hp  |        |
| MXS627 ou Série 1960 | 1978            | Bombardier | 13    | C-C     |               | 3000 hp  |        |